# 源生哲雄
源生 哲雄（げんしょう てつお）は、日本のアニメーションプロデューサー。株式会社TBSテレビ メディアビジネス局拡張領域事業部部次長。

## 経歴
1993年4月に東京放送（現・東京放送ホールディングス→TBSホールディングス）に入社。本人は事業部でイベント担当を志望していたが、1995年に映像事業部に配属されアニメ担当となる。
深夜アニメのはしりとなる「行け!稲中卓球部」をプロデュースし、それ以後はTBSテレビが関わるテレビアニメのプロデューサーを担当していた。
その後アニメ事業を離れ、TBSテレビのデジタル関連業務に10年近く従事していたが、2016年4月、『カミワザ・ワンダ』で約14年振りに本業に復帰する形となり、現在は『トミカハイパーレスキュー ドライブヘッド 機動救急警察』においてエグゼクティブプロデューサーを担当している。

## 人物
TBSアニメフェスタを発足した人物として知られる。

## 作品一覧

### テレビアニメ
1995年
- 行け!稲中卓球部 - プロデューサー

1996年
- 逮捕しちゃうぞ - プロデューサー

1998年
- ももいろシスターズ - 企画協力
- アキハバラ電脳組 - プロデューサー
- 魔術士オーフェン - プロデューサー
- よいこ - エグゼクティブプロデューサー

1999年
- 日本一の男の魂 - プロデューサー
- イケてる2人 - 企画協力
- 逮捕しちゃうぞ Special - プロデューサー
- パワーストーン - 企画
- 日本一の男の魂2 - プロデューサー
- SURF SIDE HIGH-SCHOOL - プロデューサー
- パパと踊ろう - プロデューサー
- COLORFUL - プロデューサー
- 魔術士オーフェン Revenge - プロデューサー
- イッパツ危機娘 - プロデューサー
- いつも心に太陽を! - プロデューサー
- Di Gi Charat - プロデューサー

2000年
- サクラ大戦 - 製作委員会
- 無敵王トライゼノン - 製作委員会

2001年
- サラリーマン金太郎 - プロデューサー
- 逮捕しちゃうぞ SECOND SEASON - プロデューサー
- ちっちゃな雪使いシュガー - プロデューサー
- まほろまてぃっく - プロデューサー
- RAVE - 製作委員会

2002年
- ちょびっツ - プロデューサー
- まほろまてぃっく〜もっと美しいもの〜 - プロデューサー
- ヒートガイジェイ - プロデューサー
- GetBackers-奪還屋- - 製作委員会

2003年
- 探偵学園Q - プロデューサー
- ぽぽたん - プロデューサー
- まほろまてぃっく夏のTVスペシャル「えっちなのはいけないと思います!」 - プロデューサー
- ちっちゃな雪使いシュガー 特別編 - プロデューサー
- 真月譚 月姫 - エグゼクティブ・プロデューサー

2004年
- この醜くも美しい世界 - エグゼクティブプロデューサー
- 忘却の旋律 - エグゼクティブプロデューサー
- ジパング - エグゼクティブプロデューサー
- ローゼンメイデン - 企画

2005年
- ああっ女神さまっ - 企画
- 英國戀物語エマ - プロデューサー
- これが私の御主人様 - プロデューサー
- 苺ましまろ - プロデューサー
- BLACK CAT - エグゼクティブプロデューサー
- ローゼンメイデン トロイメント - チーフプロデューサー

2006年
- Fate/stay night - プロデューサー
- パンプキン・シザーズ - エグゼクティブプロデューサー

2016年
- カミワザ・ワンダ - プロデューサー

2017年
- うらら迷路帖 - 企画
- セイレン - 企画
- クロックワーク・プラネット - 企画
- カブキブ! - 企画
- トミカハイパーレスキュー ドライブヘッド 機動救急警察 - エグゼクティブプロデューサー
- コンビニカレシ - 企画
- アクションヒロイン チアフルーツ - 企画
- DYNAMIC CHORD - エグゼクティブプロデューサー

2018年
- 新幹線変形ロボ シンカリオン - エグゼクティブプロデューサー（第1話 - 第25話）
- だがしかし2 - エグゼクティブプロデューサー
- ミイラの飼い方 - エグゼクティブプロデューサー
- たくのみ。 - エグゼクティブプロデューサー
- メガロボクス - エグゼクティブプロデューサー
- されど罪人は竜と踊る - エグゼクティブプロデューサー

2020年
- アサルトリリィ BOUQUET - 企画・プロデュース

### 劇場アニメ
1998年
- スプリガン - 製作委員会

1999年
- 逮捕しちゃうぞ the MOVIE - プロデューサー
- アキハバラ電脳組 2011年の夏休み - 宣伝協力

2004年
- スチームボーイ - アソシエイト・プロデューサー

2005年
- 劇場版 鋼の錬金術師 シャンバラを征く者 - 企画協力

### OVA
1994年
- 鬼切丸 - アシスタントプロデューサー

1995年
- ガンスミスキャッツ - アシスタントプロデューサー

1996年
- 宝魔ハンターライム - 企画

1997年
- 厄災仔寵 - プロデューサー

1998年
- 夢で逢えたら - プロデューサー

2002年
- YOU'RE UNDER ARREST 〜逮捕しちゃうぞ〜 - プロデューサー

### Webアニメ
2018年
- トミカハイパーレスキュー ドライブヘッド 機動救急警察 2018 - エグゼクティブプロデューサー

### テレビドラマ
2000年
- スターぼうず - プロデューサー

2024年
- 御社の乱れ正します! - エグゼクティブプロデューサー

### 実写映画
1995年
- 1・2の三四郎 - プロデューサー

2017年
- 8年越しの花嫁 奇跡の実話 - エグゼクティブプロデューサー
- ジョジョの奇妙な冒険 ダイヤモンドは砕けない 第一章 - プロデューサー

2018年
- 青夏 きみに恋した30日 - エグゼクティブプロデューサー